# 尼奥普兰诉中大侵权案

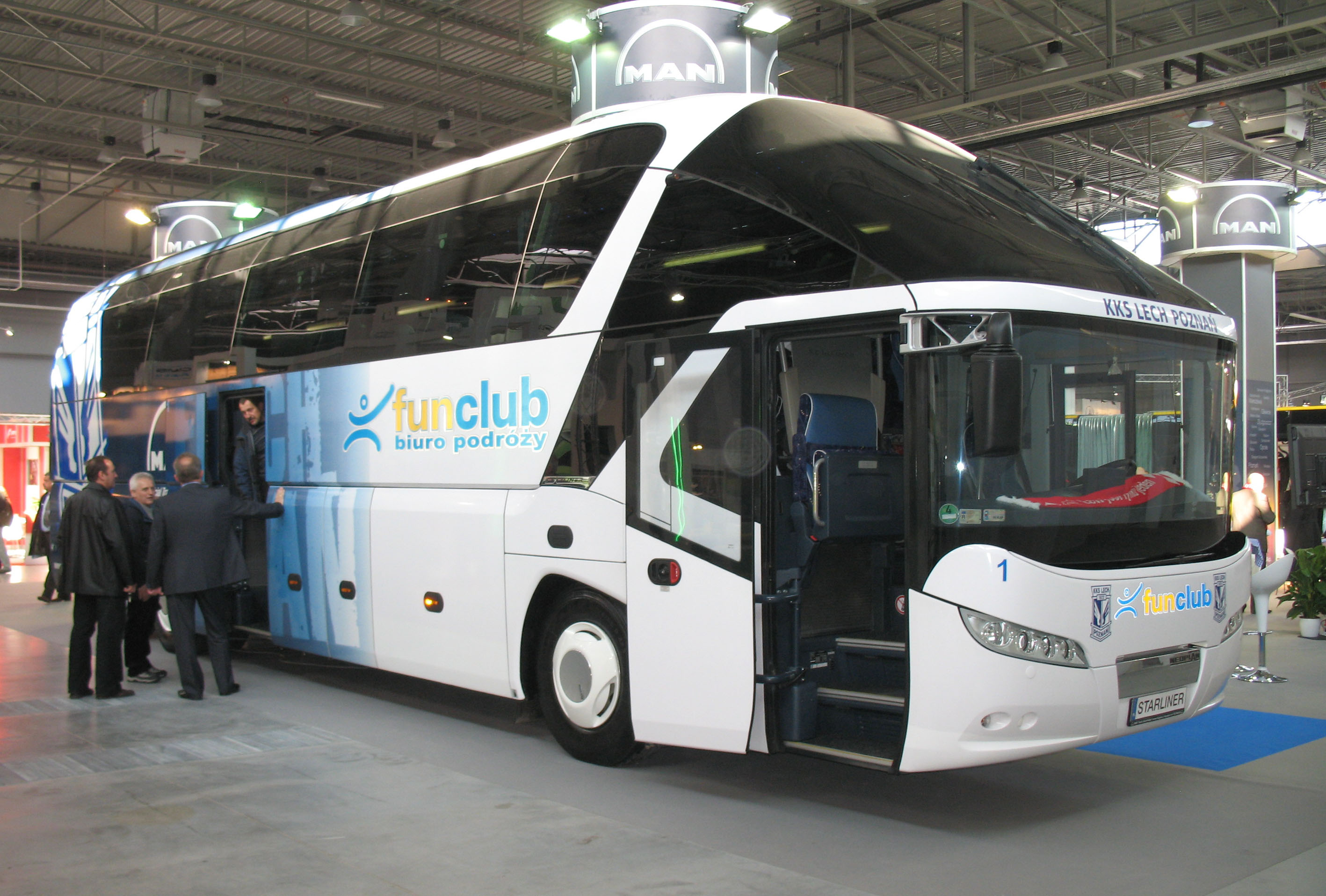
被抄袭的尼奥普兰星航线

尼奥普兰诉中大侵权案，为德国尼奥普兰巴士公司在北京市第一中级人民法院起诉隶属中大工業集团的子公司中威客車有限公司侵犯生产其具有外觀設計專利權保护的星航线客车。此外，因为中大工業集團公司和北京中通星華汽車銷售有限公司负责产品的销售，也被视为连带诉讼的被告。由于该案诉讼耗时三年之久、牵扯多方利益、影响深远，被媒体称为中国客车侵权第一案。

## 概述
2006年，德国尼奥普兰状告中大集团生产的A9系列客车外观侵权其“星航线”大客车的外观设计专利权，请求法院判令中大工业和中威公司立即停止生产、销售侵权产品并赔偿相应的经济损失4100余万元。2009年1月14日，北京第一人民中级法院判决原告胜诉，被告的赔偿侵权损害2000万元人民币及诉讼费116万元。